# Bohinc
Bohinc je  priimek v Sloveniji, ki ga je po podatkih Statističnega urada Republike Slovenije na dan 1. januarja 2010 uporabljo 539 oseb in je med vsemi priimki po pogostosti uporabe uvrščen na 540. mesto.

## Znani nosilci priimka
- Andrej Bohinc – več znanih ljudi
- Anton Bohinc (1931—2018), župnik, zadnji predsednik Duhovniškega društva (pred razpustitvijo)
- Franc Bohinc (1939—2025), ekonomist v zdravstvu
- Jakob Bohinc (1831—1912), mariborski stolni župnik
- Janez Bohinc (*1942), športni delavec, športni strelec
- Joža Bohinc (1901—1995), zdravnik
- Jože Bohinc (1928—2022), učitelj, pisec spominov
- Klemen Bohinc (*1970), biofizik, ddr., prof. ZF UL
- Lara Bohinc (*1972), oblikovalka nakita v Londonu
- Marina Bohinc (*1943), amaterska igralka, recitatorka, pevka, napovedovalka Radia Tržič
- Nika Bohinc (1979—2009, Filipini), novinarka, filmska kritičarka
- Pavle Bohinc (1911—1991), farmacevt, univ. profesor
- Renata Bohinc (*1979), manekenka
- Rado Bohinc (*1949), pravnik in politik, univ. profesor
- Rok Bohinc, improvizator, stand-up komik, igralec, scenarist, mladinski pisatelj in voditelj iz Kranja
- Špela Bohinc (*1995), plavalka

### priimekBohinec:
- Jaromira Bohinec (1919—2017), pianstka, klavirska pedagoginja
- Monika Bohinec (*1979), pevka mezzosopranistka
- Peter Bohinec, župan Jesenic
- Valter Bohinec (1898—1984), geograf, speleolog, katrograf, bibliotekar